# Greppi (przedsiębiorstwo)
Greppi – włoskie przedsiębiorstwo branży motoryzacyjnej, działające w latach 1973-1983.

## Modele
- Greppi Drag
- Greppi Smash
- Greppi Safari
- Greppi Savana/Alpina